# طائر النحلة الطنان

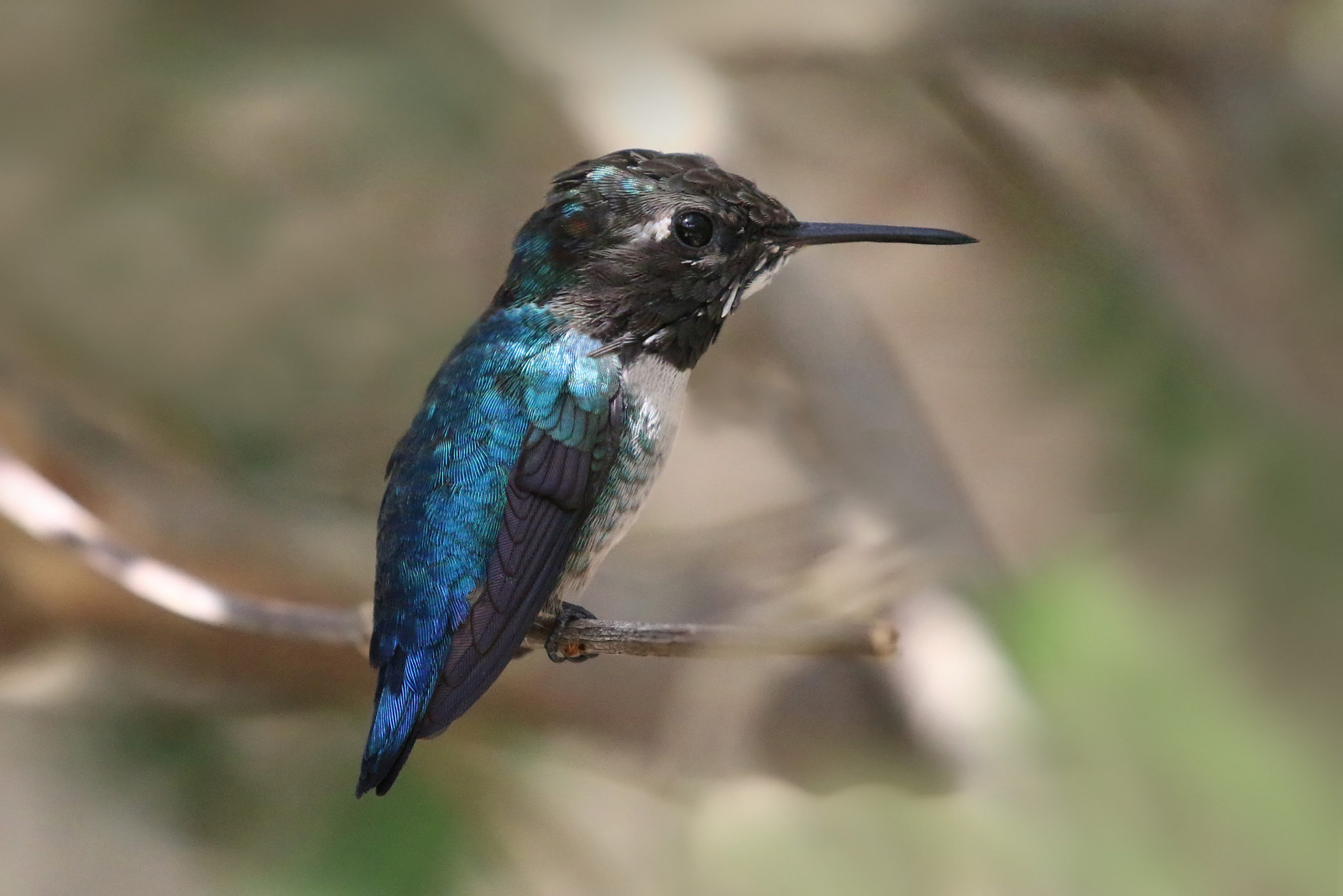
ذكر بالغ قبل جيل التكاثر
كوبا

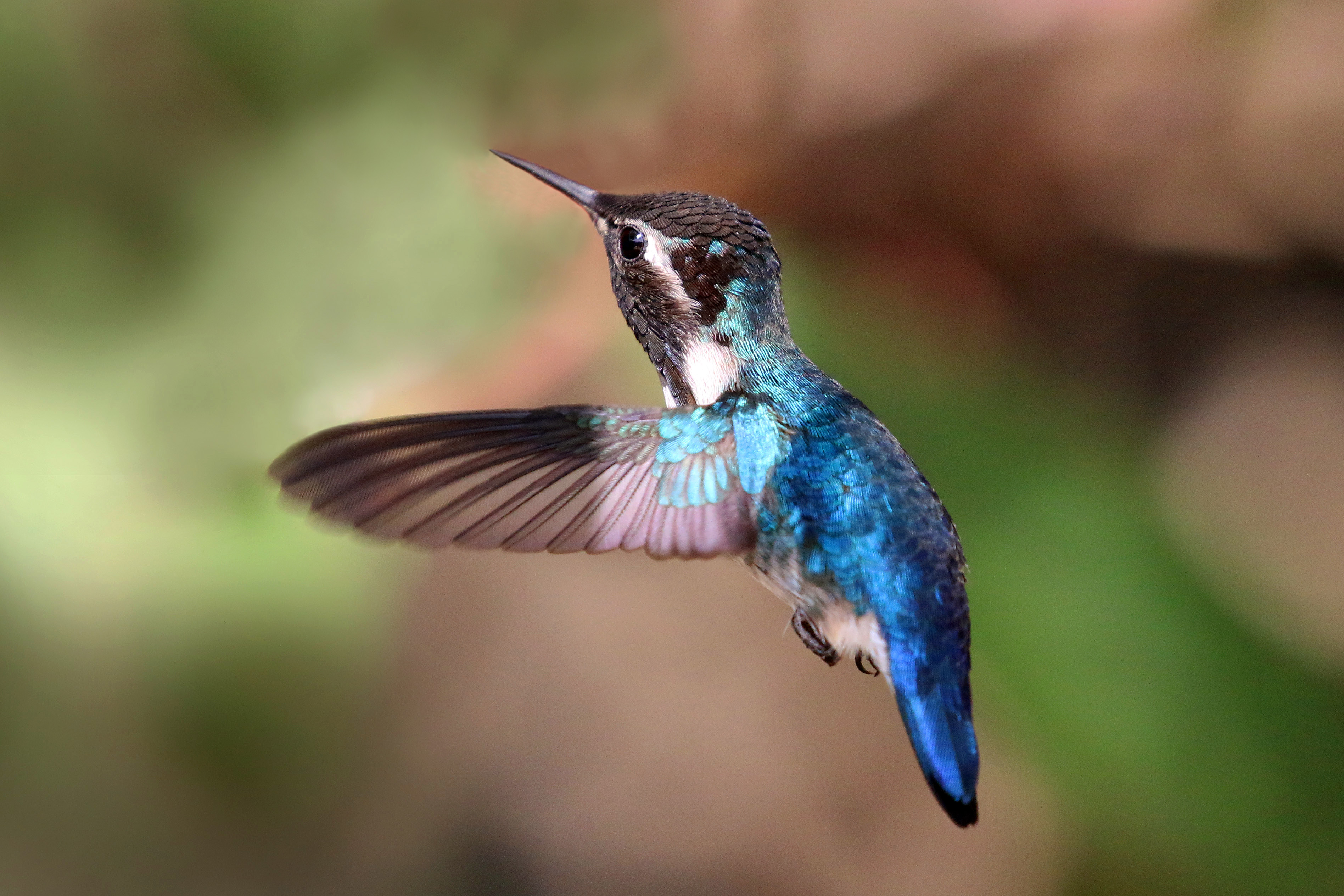
ذكر بالغ خلال الطيران كوبا

طائر النحلة الطنان، zunzuncito أو طائر الطنان هيلانة (الاسم العلمي: Mellisuga helenae) هو نوع من أنواع طيور الطنان، وهو أصغر عصفور في العالم. موطنه بشكل عام هو كوبا وجزيرة دي لا جوفينتود.

## الوصف
طائر النحلة الطنان هو أصغر نوع طيور متواجد في الحياة. تزن الانثى حوالي 2.6 غرام (0.092 أونصة)، ويصل طولها لحوالي 6.1 سنتيمتر (2.4 بوصة) وهي ذات حجم أكبر بفارق بسيط من الذكر، الذي يزن تقريبا حوالي 1.95 غرام (0.069 أونصة)، وطوله يصل لحوالي 5.5 سنتيمتر (2.2 بوصة). كما يوحي اسم هذه الطيور؛ فهي بالكاد أكبر من النحلة. هذا الطير سريع الحركة وقوي خلال الطيران، كحال جميع أنواع طيور الطنان.
الجزء العلوي فوق رؤوس الذكور يكون لونه أخضر ويكون لون حلقها أحمر ساطع، والمنطقة في اعلى صدرها تكون قزحية اللون، وأجزاء جسده العلوية تكون زرقاء، وبقية الأجزاء السفلية تكون رمادية-بيضاء اللون في معظم الاوقات. الذكر أصغر حجما من الأنثى. الأنثى لونها اخضر في الجهة العلوية، بيضاء اللون نوعا ما في الجهة السفلية من جسدها، مع اطراف بيضاء اللون تكون متواجدة عند الريش الخارجي للذيل. بالمقارنة مع أنواع طيور الطنان الصغيرة الأخرى؛ والتي غالباً ما يكون لها مظهر جسدي نحيف ونحيل، شكل جسد طائر النحلة الطنان يبدو مستديرًا ويظهر مكتنزا وممتلئ.
لون انثى طير النحلة الطنان هو اخضر-زرقاوي مع جانب سفلي لونه رمادي شاحب. تتواجد بقع بيضاء على اطراف ريش ذيلها. خلال موسم التزاوج؛ يتواجد على رأس الذكور وذقنها وحلقها ضرب من اللون الاحمر-الوردي. تضع الأنثى حتى بيضتين فقط في كل مرة، وكل بيضة تكون بحجم حبة القهوة
تقريبا.
الألوان القزحية الرائعة لريش طائر النحلة الطنان تجعل الطائر يبدو وكأنه جوهرة صغيرة. التقزح اللوني ليس ملحوظًا دائمًا، بل يعتمد على الزاوية التي يتم مشاهدة الطير منها. تطور منقار هذه الطيور ليكون نحيف ومستدق من أجل سهولة ادخاله في الزهور. تتغذى طيور النحلة الطنانة بشكل رئيسي على الرحيق وفي بعض الاحيان على الحشرات كالعنكبوت، يتغذى هذا الطير عن طريق تحريك لسانه بشكل سريع داخل وخارج فمه. عند التغذية؛ يلتقط الطائر حبوب اللقاح على منقاره ورأسه. وعندما يطير من زهرة إلى زهرة، يقوم بنقل حبوب اللقاح هذه. بهذه الطريقة، يلعب هذا النوع من الطيور دورًا مهمًا في تكاثر النبات. يتمكن طائر النحلة الطنان من زيارة حتى ما يقارب 1500 زهرة في اليوم الواحد.
تبني الأنثى عشًا على شكل كوب عن طريق استخدام أجزاء من خيوط العنكبوت واللحاء والأشنة، ويبلغ قطر عرض العش هذا لحوالي 2.5 سنتيمتر (0.98 بوصة) . تقوم الانثى بعد ذلك بفرش العش بألياف نباتية ناعمة. وبعد ذلك تقوم بوضع بيضها، وحجم البيوض ليست أكبر من حجم حبوب البازلاء. تحضن انثى طير النحلة الطنان البيض لوحدها وتقوم بعد ذلك بتربية الصغار لوحدها أيضا.

## غذاء
تفيد التقارير بان طائر النحلة الطنان يقوم بزيارة 10 أنواع نبات، تسعة منها اصلية التواجد بكوبا. وتشمل هذه الزهور: (روبياسي)، (خبازية)، (دفلية)، (بطباطية) (لويزية) وغيرها. يأكل هذا النوع من الطيور الحشرات والعناكب احيانا. وبشكل عام؛ خلال اليوم العادي، تستهلك طيور النحل الطنان كمية من الطعام تصل كميتها إلى نصف حجم وزنها.

## موطنه
طائر النحلة الطنان مستوطن في الأرخبيل الكوبي بأكمله، وايضا جزيرة كوبا الرئيسية وجزيرة دي لا جوفينتود في جزر الهند الغربية.

## التكاثر

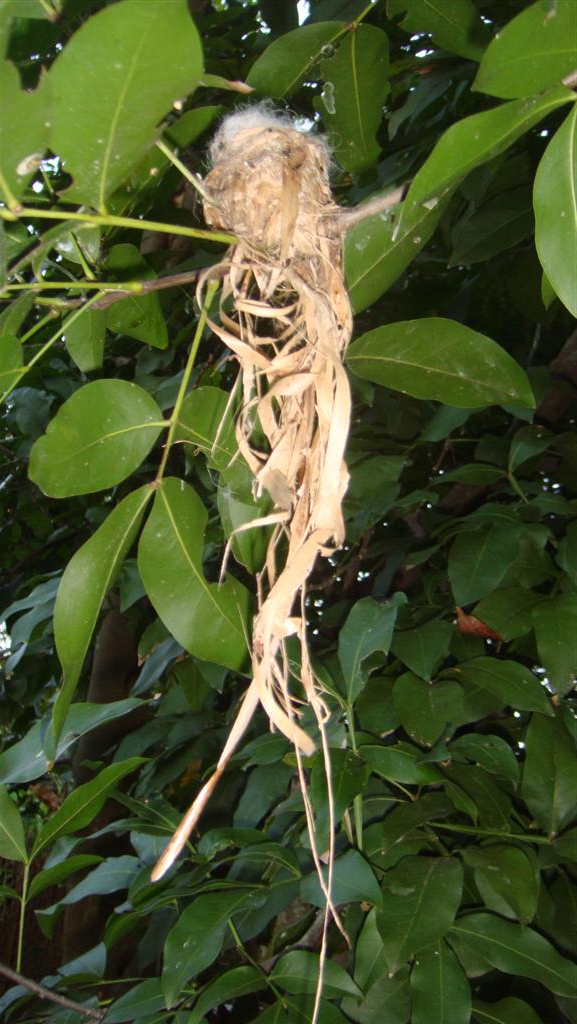
عش طيور النحلة الطنانة

موسم تكاثر طائر النحلة الطنان هو من شهر مارس حتى شهر يونيو. وتضع انثى هذا الطير حتى بيضتين في آن واحد.

## تطوره المشترك مع الزهور

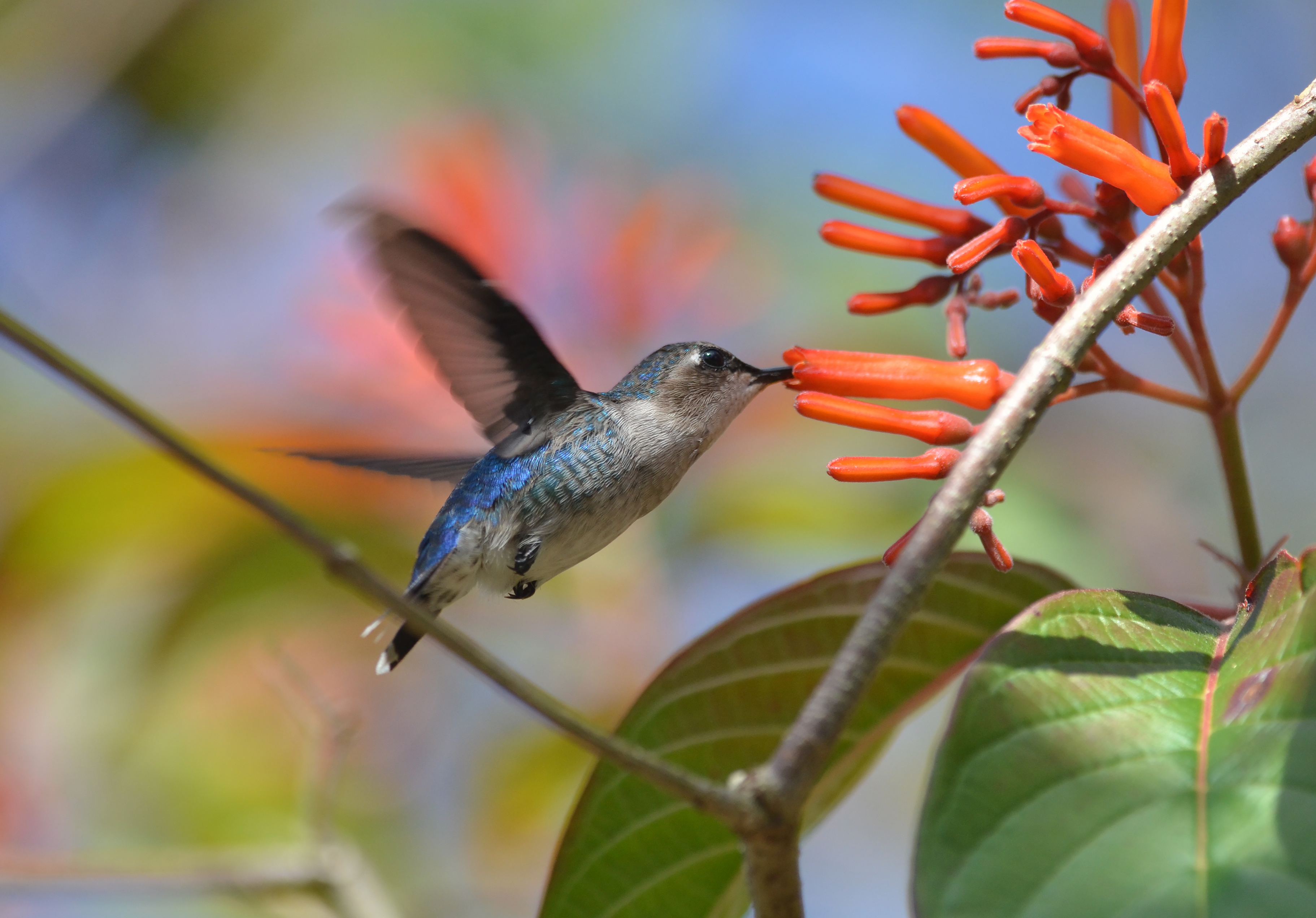
طائر النحلة الطنان وهو يتغذى على رحيق إحدى الأزهار

يُعد تفاعل طائر النحلة الطنان مع الزهور التي توفر الرحيق مثالًا بارزًا على التطور المشترك بين الطيور مع مصدر غذاءها الأساسي (أي تطوره مع الازهار التي تحمل غذاءه «الرحيق»).

## روابط خارجية
- Bee Hummingbird الفيديو والصور والأصوات على مجموعة الطيور الإنترنت
- نحلة الطائر معرض الصور نسخة محفوظة 1 أكتوبر 2020 على موقع واي باك مشين. VIREO
- المادة مع ملخص (مع صور)؛ صورة فوتوغرافية
- BeautyofBirds / Avian Web - النحل الطنان